# Хлібороб (Липецька область)
Хлібороб (рос. Хлебороб) — селище в Усманському районі Липецької області Російської Федерації.
Населення становить 32  особи. Належить до муніципального утворення Дмитрівська сільрада.

## Історія
З 13 червня 1934 до 1954 року у складі Воронезької області. Відтак входить до складу Липецької області.
Згідно із законом від 2 липня 2004 року №114-оз органом місцевого самоврядування є Дмитрівська сільрада.

## Населення
| 2010 | 2011 |
| ---- | ---- |
| 32   | →32  |